# Rulemann Friedrich Eylert

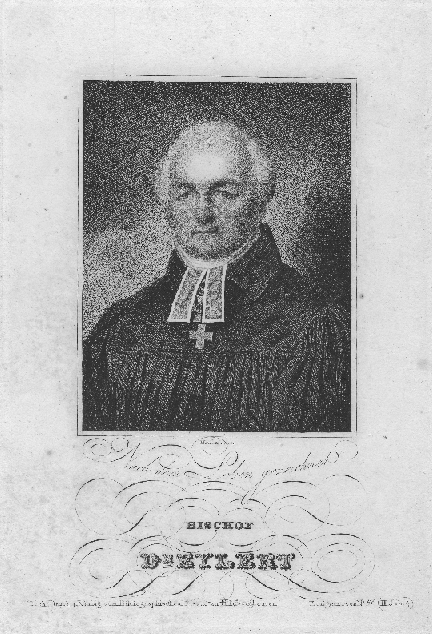
Porträt Bischof Dr. Eylert, Stahlstich von Nordheim um 1806

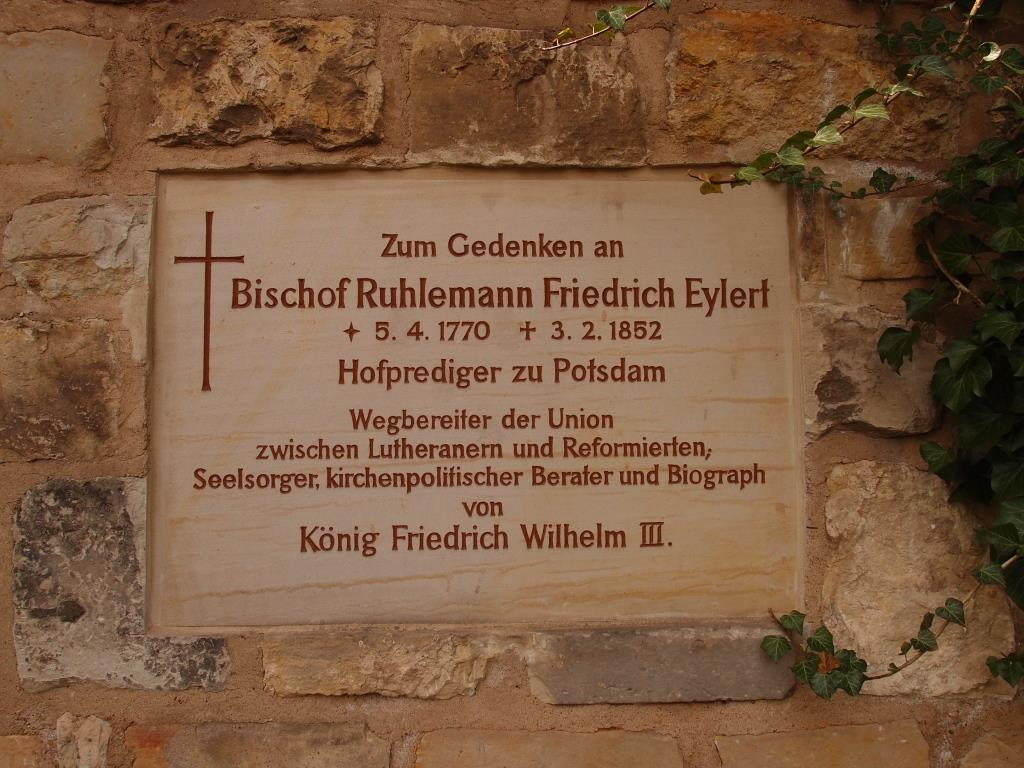
Gedenktafel für Rulemann Friedrich Eylert auf dem Alten Friedhof in Potsdam

Rulemann Friedrich Eylert  (* 5. April 1770 in Hamm; † 3. Februar 1852 in Potsdam) war ein evangelischer Kanzelredner und Bischof.

## Leben
Rulemann Friedrich Eylert wurde als Sohn von Johann Rulemann Ludwig Eylert geboren. Rulemann Friedrich Eylert studierte Theologie an der Universität Halle und war seit 1791 Mitglied des Corps Guestphalia Halle. Er promovierte in Halle zum D. theol. 1794 folgte er seinem Vater als Pfarrer an der reformierten Gemeinde in Hamm nach.
1806 wurde Eylert auf Empfehlung des Freiherrn vom Stein zum Hof-, Garde- und Garnisonsprediger in Potsdam berufen und Seelsorger des preußischen Königspaares. Er war daneben auch der wichtigste Berater des preußischen Königs in kirchenpolitischen Fragen. Im Auftrag Friedrich Wilhelm III. formulierte er dessen Aufruf zur Union von Lutheranern und Reformierten vom 27. September 1817.
1818 wurde er vom König zum evangelischen Bischof, Mitglied des Staatsrats und des Ministeriums der geistlichen und Unterrichtsangelegenheiten ernannt. Die eher reaktionäre Verfassungspolitik der preußischen Krone nach 1819 soll auch auf den Einfluss Eylerts auf Friedrich Wilhelm III. zurückzuführen gewesen sein.
Von kirchenpolitischer Bedeutung war Eylert im preußischen Agendenstreit, der nach dem erfolglosen Aufruf zur Union von 1817 und der versuchten zwangsweisen Durchsetzung durch den König eskalierte. Eylert setzte eine einheitliche Liturgie in der preußischen Landeskirche vor allem auf diplomatischem Wege durch. 1844 ließ er sich pensionieren.
Rulemann Friedrich Eylert starb am 3. Februar 1852.

## Ehrung
Am 20. Juli 1844 wurde er anlässlich des 50. Dienstjubiläums zum Ehrenbürger von Potsdam ernannt.

## Schriften
Auf den Streit in Agendenangelegenheit bezieht sich das Buch Eylerts  Über den Wert und die Wirkung der für die evangelische Kirche in den preußischen Staaten bestimmten Liturgie und Agende  (Potsdam 1830).
Am bekanntesten unter Eylerts Werken wurden seine  Charakterzüge und historischen Fragmente aus dem Leben des Königs von Preußen, Friedrich Wilhelms III.  (Berlin, 3 Bde.; Magdeburg 1842-, 3 Bde. Digitalisat), wenngleich die darin mitgeteilten königlichen Reden unter dem bischöflichen Firnis fast unkenntlich werden.
- Zur Gedächtniss-Feier Sr. Majestät des hochsel. Königs von Preussen Friedrich Wilhelm III, drei Reden. Stuhr, Berlin 1840. (Digitalisat)